# Cleonymus magnus
Cleonymus magnus är en stekelart som beskrevs av Boucek 1988. Cleonymus magnus ingår i släktet Cleonymus och familjen puppglanssteklar. Inga underarter finns listade i Catalogue of Life.